# 뉴올리언스 재즈 박물관
뉴올리언스 재즈 박물관(New Orleans Jazz Museum)은 미국 루이지애나주 뉴올리언스에 위치한 음악 박물관이다. 재즈 음악의 역사를 보존하고 기념하는데에 공헌하고 있으며, 이전에는 독립된 박물관 이었으나 현재 루이지애나 주립 박물관과 제휴하여 운영되고 있다. 뉴올리언스 재즈 박물관은 프렌치 쿼터(French Quarter) 지역 가장자리의 400 에스플래나드, 구 합중국 조폐국 건물에 위치해 있다.

## 역사
1949년에 설립된 뉴올리언스 재즈 클럽의 재즈 컬렉터와 열성가들이 1950년대를 시작으로 뉴올리언스 재즈를 기념하는 기획들을 세웠다. 주요 인물로는 Edmond "Doc" Souchon, Myra Menville, 그리고 Helen Arlt 가 있으며, 초기 박물관은 1961년 프렌치쿼터의 1017 Dumaine Street에서 큐레이터 Clay Watson와 함께 개장하였다. 현재의 위치로 전시가 옮겨진 후에도 이전의 장소에 기념명패가 Hotel St. Pierre에 일부로 남아있다.

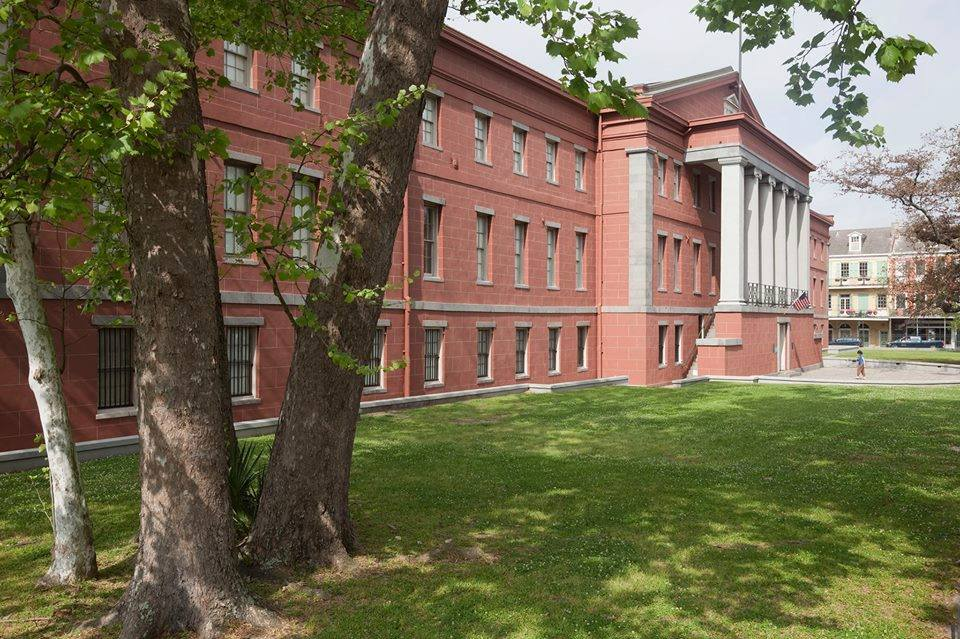
현재 뉴올리언스 재즈 박물관 건물의 정면.

박물관은 1969년에 Royal Sonesta Hotel로 이전 되었으나 그 후 1970년대 초반, 소네스타 호텔의 소유권이 바뀌며 1973년에는 833 Conti Street으로 다시 이전 되었다. 이전 직후에 박물관은 파산으로 인해 다시 폐쇄되었다. 1977년 9월 15일, 모든 컬렉션은 기부를 통해 루이지애나주의 소유가 되었고 루이지애나 주립 박물관 뉴올리언스 재즈 클럽 컬렉션(New Orleans Club Collections of the Louisiana State Museum)이 되었다. 1980년대 초, 루이지애나 주립 박물관의 재즈 컬렉션 전시회가 구 합중국 조폐국 건물 2층에서 Don Marquis의 큐레이팅 아래 개장되었다. 현재 뉴올리언스 재즈 박물관은 영구적으로 구 합중국 조폐국(the Old U.S. Mint)에 위치한다.
2005년, 허리케인 카트리나로 인해 조폐국과 재즈 컬렉션은 손상을 입었다. 2008년, 재개장 이후 뉴올리언스 재즈 박물관의 컬렉션은 다수의 전시회를 개최했다. 2015년 무렵에는 합중국 조폐국 건물은 완전히 뉴올리언스 재즈 박물관으로 변형되었다.

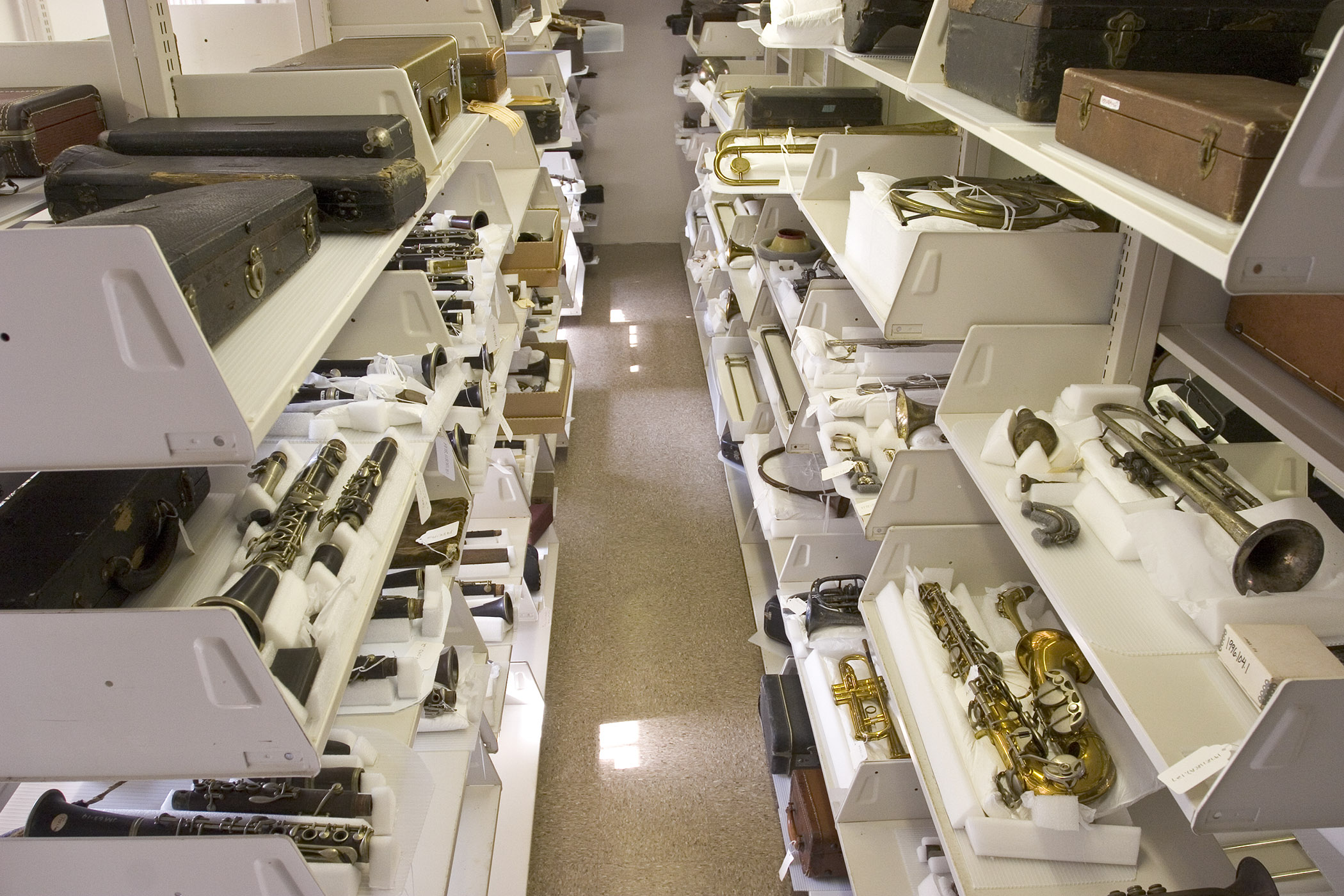
박물관 악기 컬렉션의 일부.

## 취지
박물관은 관람객이 직접 참여할 수 있도록 마련된 전시들, 다세대의 교육 프로그램, 연구시설과 음악 공연들을 통해서 재즈의 역사를 기념하는데에 사명을 두고있다. 또한 박물관은 모든 언어와 국적의 음악인들과 음악 애호가들에게 다양한 자원을 제공하며 현재 뉴올리언스의 문화적 부흥기를 강화한다. 재즈가 탄생한 도시에서 미국의 전형적인 예술 형식을 탐험하는 것에 중점을 두고있다.
재즈의 본고장에서 재즈의 역사를 알리는 것이 박물관의 비전이며, 트램에서 전세계까지 음악 애호가들을 연결시키는 데에 힘쓰고 있다. 특히 관람객이 참여 가능한 전시들은 재즈의 기원에 관련된 정보들 - 아프리카계 미국인들의 태생, 문화전 연결고리, 예술적 표현, 음악 혁신가, 그리고 세계로 뻗어나가는 영향을 이야기 하며 관람객들에게 재즈의 이해를 돕고있다.

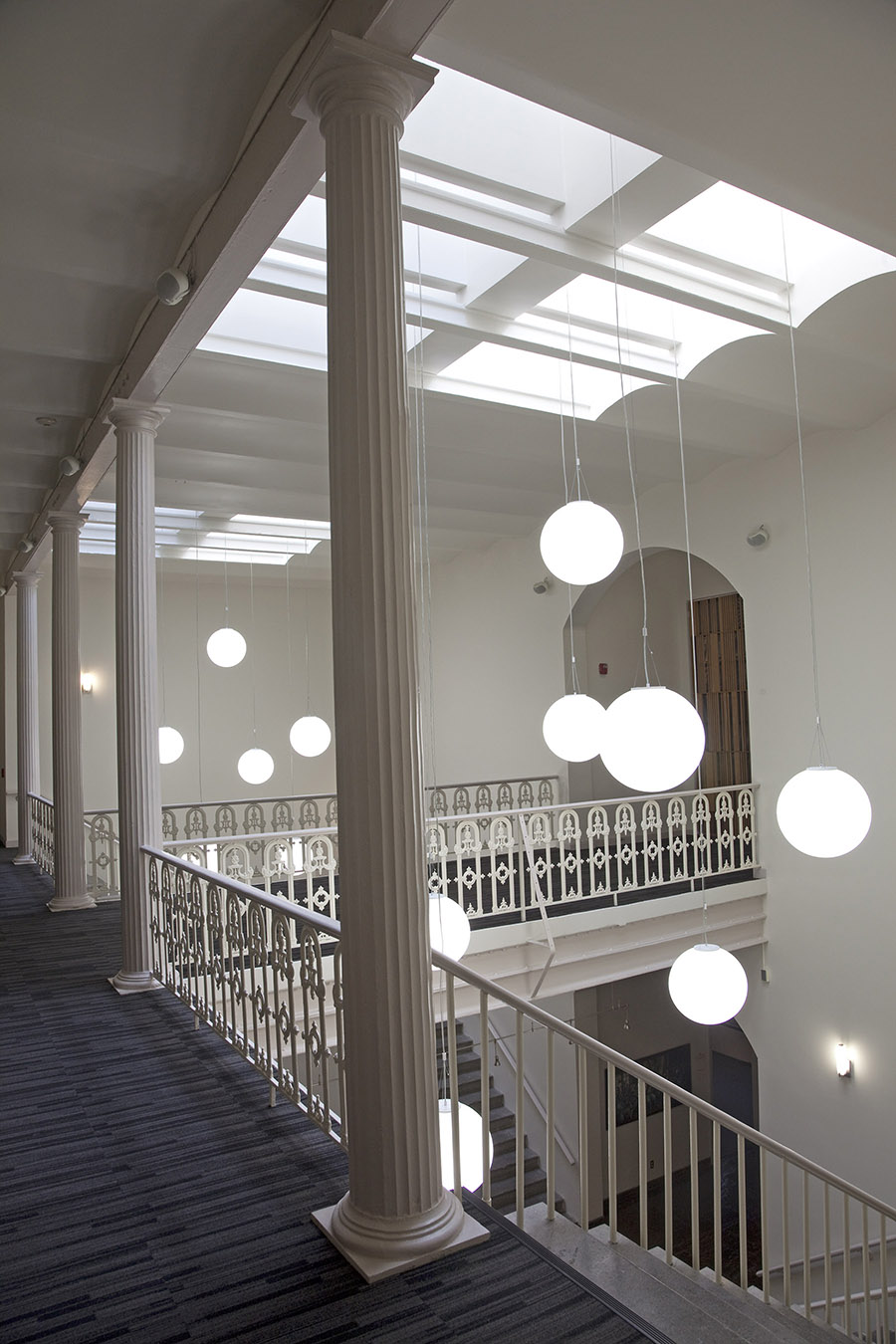
뉴올리언스 재즈 박물관의 내부.

## 현재

### 수집품
박물관에는 뉴올리언스 재즈 클럽이 수십년 간 수집한 컬렉션이 포함된 전시물 들을 포함한다. 전시물은 세계에서 가장 큰 규모의 재즈 악기 컬렉션, 사진, 귀중한 유물(공예품) 등이 갖추어져 있다. 유물로는 루이 암스트롱의 첫번째 코넷부터 1917년에 녹음된 최초의 재즈 레코딩 까지로 구성되어 있으며, 이는 빅스 바이더벡, 키드 오리, 조지 루이스, 시드니 버셋, 그리고 디지 길레스피 등 주요 재즈 뮤지션들이 사용하고 연주했던 트럼펫, 코넷, 트럼본, 클라리넷과 색소폰 등이 있다.
다른 유물로는 초기 재즈를 기록하는 12,000개의 사진, 1905년부터 1950년대 중반까지의 다양한 형식의 레코딩, 수 천개의 12 인치 엘피와 45 rpm 레코딩, 대략 1,400개의 테이프, 포스터, 출판물, 19세기 말 래그타임부터 40년대와 50년대의 팝 음악 등 수백개의 악보들로 다양하게 갖추어져 있다. 또한 뉴올리언스의 콘서트, 나이트 클럽 자료, 장례식, 퍼레이드 그리고 페스티벌 등을 기록한 영상자료, 관련 물건, 그리고 건축물의 부분들도 포함하고 있다.
추가적으로, 컬렉션은 편지, 사진, 인터뷰 등의 연구자료도 연구원들 과의 사전 약속에 의해 이용 가능하다.

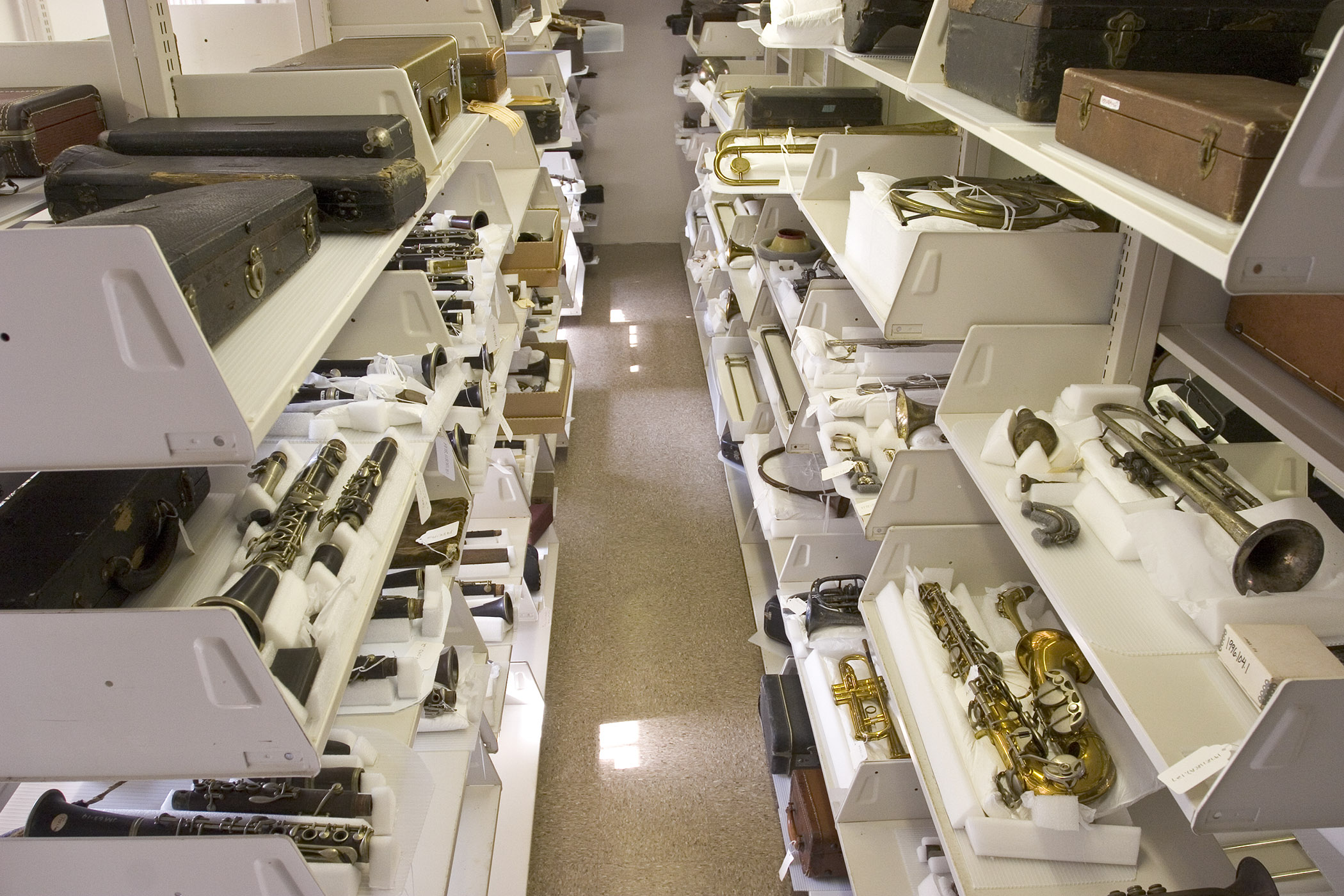
악기 컬렉션의 일부.

### 전시
뉴올리언스의 재즈의 태생과 역사, 그리고 그 유산과 현재 진행형 중인 영향에 집중하며, 박물관은 현재 주기적으로 전시를 교체하고 전시 공간 또한 늘리고 있다. 미래의 전시 공간은 방문객 센터, 영구적 전시물을 위한 전시 공간, 청소년들과 가족들을 대상으로 한 교육을 위한 교실, 특별 전시 갤러리, 네개의 관람객과 소통하는 과학 기술 공간 등을 마련하도록 대략 총 8,000 스퀘어 피트 정도로 계획하고 있다.

### 공연
박물관은 건물 3층에 위치한 공연장에서 주기적인 공연을 주최하며 방문객들을 사로잡고 있다. 공연들을 통하여 관객들에게 심도있는 재즈의 이해를 제공하며 동시에 박물관의 현재 전시에도 중요성을 부여한다. 또한 박물관은 프렌치 쿼터 페스티벌, 사치모 페스티벌, 다운리버 페스티벌, 크리올 토마토 페스티벌, 인터네셔널 기타 페스티벌 등 다수의 연간 페스티벌에도 장소를 제공하고 있다.

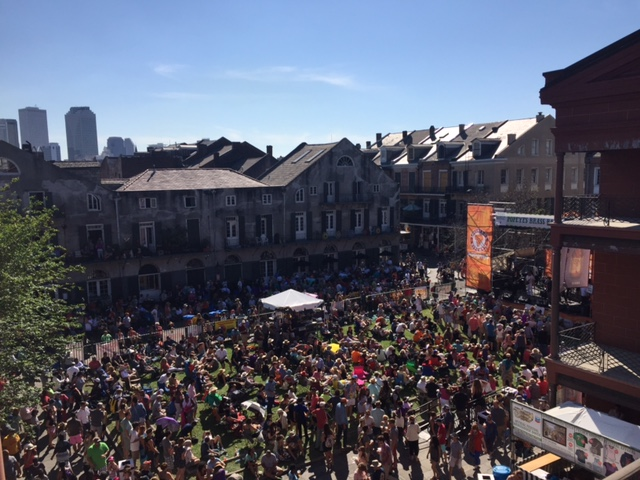
Barracks Street courtyard의 전경 - 방문객들이 박물관 주최의 행사를 즐기고 있다.

### 교육
뉴올리언스 재즈 박물관은 세대를 막론한 교육 프로그램 또한 제공한다. 학자, 연구원들을 위해 박물관은 Louisiana Historical Center를 통해 컬렉션과 연구시설을 접근할 수 있는 권한을 제공하고 있다. 추가적으로, 박물관은 웹사이트를 통해 오디오 컬렉션 또한 제공 중이다. 가족들과 청소년 이용객 들을 겨냥하여 박물관의 교육 프로그램은 음악 교습, 악기 만들기 워크샵, 초청 뮤지션들과의 행사, 그리고 녹음 기술에 대한 프로그램 등을 갖추고 있다. 이와 같은 교육적 이니셔티브는 박물관의 학습 목표와 일직선을 이루며 공연, 작곡 캠프 등의 행사도 포함한다. 박물관 내의 많은 교육 활동은 뉴올리언스 재즈 국립 역사 공원 과의 파트너십 아래에 진행되고 있다.

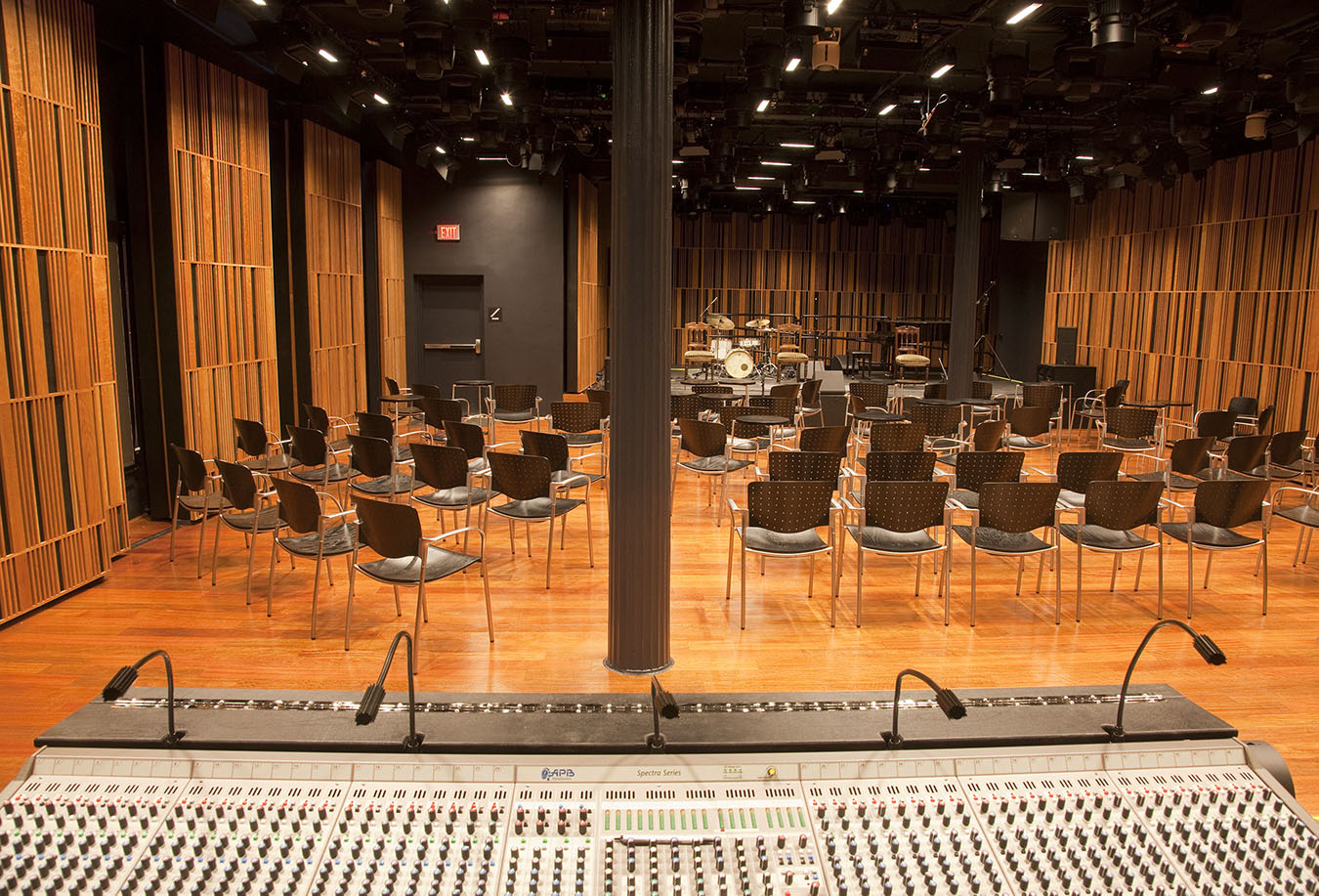
박물관 내부 라이브 공연장.

## 같이 보기
- (영어) 음악 박물관 목록